# Daphnis (vệ tinh)
Daphnis (/ˈdæfnɪs/ DAF-nisDAF-nis; tiếng Hy Lạp: Δάφνις) là một vệ tinh rìa trong của Sao Thổ. Nó cũng được biết tới là Saturn XXXV; ký hiệu tạm thời của nó là S/2005 S 1. Daphnis có đường kính khoảng 8 kilomet, và quay xung quanh hành tinh trong Khoang hở Keeler bên trong Vành A.

## Đặt tên
Vào năm 2006, vệ tinh này được đặt tên theo Daphnis, một người chăn cừu chơi sáo và một nhà thơ đồng quê trong thần thoại Hy Lạp; ông là hậu duệ của các Titan, thứ được đặt tên cho vệ tinh lớn nhất của Sao Thổ. Cả vệ tinh Daphnis và Pan, vệ tinh vành đai được biết tới còn lại duy nhất có quỹ đạo bên trong vành đai chính của sao Thổ, đều được đặt tên cho các nhân vật thần thoại có liên quan tới người chăn cừu.

## Khám phá
Trước khi nó được chụp ảnh thì sự tồn tại của một vệ tinh ở vị trí của Daphnis đã được suy ra từ những vết gợn trọng lực quan sát được ở rìa ngoài của Khoang hở Keeler. 

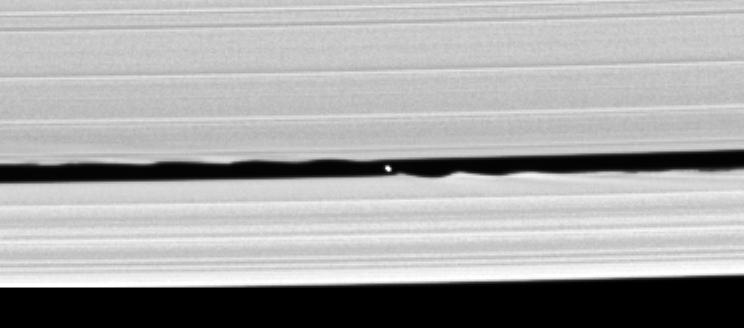
Daphnis bị phân giải thành một cái đĩa lần đàu tiên trong bức ảnh do tàu vũ trụ Cassini chụp vào năm 2005. Các làn sóng trọng lực ở rìa của các vành đai, trước đó đã giúp suy ra sự hiện diện của vệ tinh, thì có thể thấy được một cách rõ nét.

Daphnis được khám phá ra bởi Cassini Imaging Science Team Lưu trữ ngày 20 tháng 5 năm 2011 tại Wayback Machine vào ngày 6 tháng 5 năm 2005. Các bức ảnh khám phá được chụp bởi tàu vũ trụ Cassini hơn 16 phút vào ngày 1 tháng 5 năm 2005, từ một time-lapse sequence of 0.180 second narrow-angle-camera exposures của Vành A. Vệ tinh này sau đó được tìm thấy trong 32 bức ảnh pha thấp chụp Vành F vào ngày 13 tháng 4 năm 2005 (trong khoảng thời gian 18 phút) và một lần nữa trong hai bức ảnh pha thấp độ phân giải cao (3.54 km/pixel) chụp vào ngày 2 tháng 5 năm 2005, khi cái đĩa 7 km của nó bị phân giải.

## Quỹ đạo
Độ nghiêng quỹ đạo và độ lệch tâm quỹ đạo của quỹ đạo vệ tinh Daphnis thì rất nhỏ, nhưng chưa phải bằng không. Cả hai, mà cụ thể là độ nghiêng quỹ đạo, thì lớn hơn một cách đáng kể so với của vệ tinh Pan (tiểu vệ tinh lớn nhất tạo thành Khoang hở Encke). Độ lệch tâm của vệ tinh Daphnis khiến khoảng cách của nó đến Sao Thổ dao động trong khoảng ~9 km, và độ nghiêng quỹ đạo của nó khiến nó di chuyển lên xuống khoảng ~17 km. Khoang hở Keeler, nơi mà vệ tinh Daphnis quay bên trong, rộng khoảng 42 km.

## Ảnh hưởng lên vành đai Sao Thổ

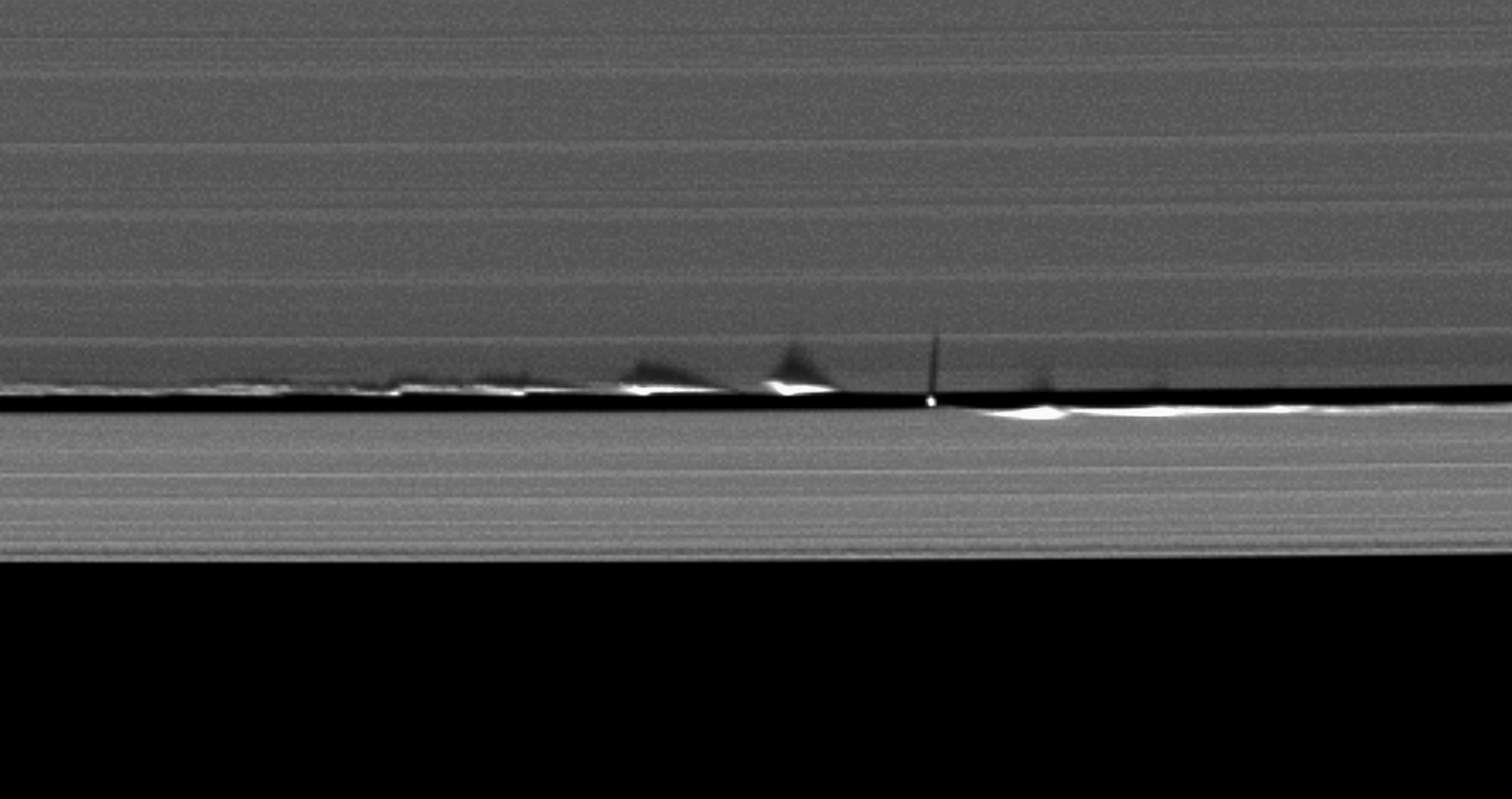
Những làn sóng mà vệ tinh Daphnis gây ra gần nó bên trong Vành A có những gợn dọc nổi lên (do sự nghiêng của đạo của nó) và đổ bóng khi Sao Thổ lại gần điểm phân của nó.

Daphnis có quỹ đạo bên trong Khoang hở Keeler trong vành đao Sao Thổ. Khi nó quay, nó tạo ra các vệt lăn tăn do lực hấp dẫn ở rìa của Khoang hở vì các vật chất của vành đai bị hấp dẫn về phía vệ tinh và rồi lại rơi trở lại xuống vành đai. Các làn sóng do vệ tinh tạo ra ở rìa trong của Khoang hở đến trước nó khi nó quay, trong khi những làn sóng ở rìa ngoài lại đến chậm hơn, do sự khác biệt trong tốc độ quỹ đạo tương đối. Trong một bức ảnh chụp vào ngày 18 tháng 1 năm 2017, một tua cuốn gồm các vật chất của vành đai có thể được thấy đang kéo dài về phía vệ tinh; theo JPL, "điều này có lẽ là kết quả của một khoảnh khắc khi vệ tinh Daphnis lôi kéo một nhúm vật chất ra khỏi vành đai, và giờ thì cái nhúm đó đang tự mình lan ra."

## Đặc điểm vật lý
Vào ngày 18 tháng 1 năm 2017, vệ tinh Daphnis được chụp từ một khoảng cách đủ gần để cho thấy hình dạng của nó. Vệ tinh được phát hiện là một vật thể dị hình với một bề mặt gần như trơn nhẵn, một vài hố va chạm, và một chóp nhọn ở xích đạo.